# Boma (estado)
O Estado de Boma foi um estado do Sudão do Sul que existiu entre 2 de outubro de 2015 e 22 de fevereiro de 2020. Ele estava localizado na região do Grande Nilo Superior e fazia parte do estado de Juncáli. O estado fazia fronteira com o estado de Acobo, o estado de Imatongue, o estado de Juncáli, o estado de Capoeta e o país da Etiópia a leste.